# Janny Sikazwe
Janny Sikazwe (Kabwe, 26 maggio 1979) è un arbitro di calcio zambiano.

## Carriera
Arbitro della massima serie zambiana, Janny Sikazwe è stato nominato internazionale nel 2007.
Nel gennaio del 2012 è selezionato dalla CAF per la Coppa delle nazioni africane 2012, la prima in assoluto nella sua carriera. Nell'occasione dirige una partita della fase a gironi.
Nel gennaio del 2013 è nuovamente selezionato per la Coppa delle nazioni africane 2013. Seconda partecipazione di fila per il fischietto zambiano, che dirige nuovamente una partita della fase a gironi.
Nell'ottobre del 2013 è designato per dirigere uno dei cinque spareggi CAF per l'accesso ai mondiali 2014, e precisamente la sfida di andata tra Burkina Faso ed Algeria
Nel gennaio del 2015 è selezionato per la Coppa d'Africa 2015. Nel corso della competizione, dirige un incontro della fase a gironi e un quarto di finale, oltre a essere designato come quarto ufficiale della finale, vinta ai tiri di rigore dalla Costa d'Avorio ai danni del Ghana
Nell'ottobre 2015 è selezionato dalla FIFA per prender parte al Campionato mondiale di calcio Under-17 2015 in programma in Cile.
Nel dicembre 2016 è selezionato dalla FIFA in vista della Coppa del mondo per club FIFA 2016, manifestazione in cui dirige dapprima il play off d'accesso ai quarti di finale e successivamente viene designato per la finalissima del 18 dicembre 2016 tra i giapponesi del Kashima Antlers e gli spagnoli del Real Madrid. Un africano torna così ad arbitrare la finale di un torneo ufficiale FIFA 18 anni dopo l'ultima volta (e cioè il marocchino Said Belqola a campionato del mondo 1998).
Nel gennaio del 2017 è selezionato per la Coppa delle nazioni africane 2017, dove dirige due incontri della fase a gironi, più un quarto di finale e la finale tra Egitto e Camerun.
Nell'aprile 2017 viene resa nota dalla FIFA la sua convocazione al Mondiale Under 20, in programma tra maggio e giugno 2017 in Corea del Sud.
Il 29 marzo 2018 viene selezionato ufficialmente dalla FIFA per i mondiali di Russia 2018, dove dirige due partite della fase a gironi, Belgio-Panama e Giappone-Polonia
Viene selezionato anche come arbitro per Tunisia-Mali, svoltasi il 13 gennaio 2022, la prima partita del Gruppo F della Coppa d'Africa 2021: compie però l'errore di fischiare la fine della partita prima del previsto, per ben due volte, all'85' e all'89'. A seguito di accertamenti in ospedale viene appurato che Sikazwe è stato vittima di una insolazione che lo ha condotto ad uno stato confusionale.